# Subendemit

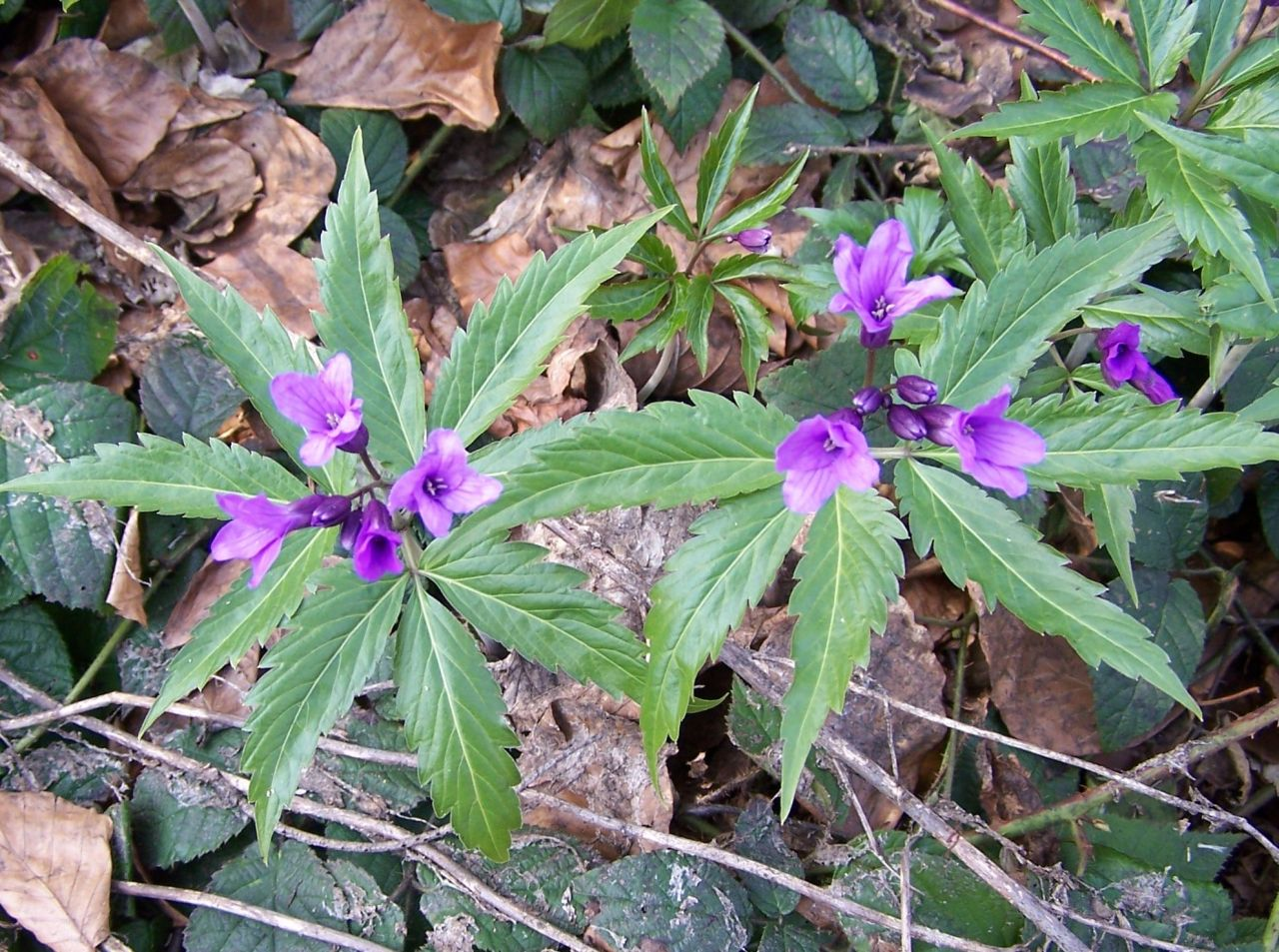
kyčelnice žláznatá, subendemit Karpat

Subendemit je taxon výlučně vázaný na určité území, se stenoendemitním výskytem na území jiném. Příkladem může být kopretina okrouhlolistá (Chrysanthemum rotundifolim), která je hojně rozšířena v Karpatech. Vyskytuje se však také v několika řídkých, výrazně ohraničených areálech (arelách) na území Bosny a Hercegoviny.